# 園田健一
園田 健一（そのだ けんいち、1962年12月13日 - ）は、大阪府高石市出身の漫画家、同人作家、イラストレーター、和菓子店店主。愛称は「ソノケン」「園やん」。銃器に造詣が深い作品が多い。

## 来歴
デザイン専門学校「なんばデザイナー学院」時代、同人作家として高校の漫研仲間と同人サークル「VTOL」を立ち上げ、精力的な同人活動を展開する。その頃、大阪の紀伊國屋書店梅田店でアルバイトをしていたこともある。自身の描く美少女キャラクターやメカニックが話題となり、模型店「ムサシヤ」の雑誌広告内カット、「ゼネラルプロダクツ」大阪店でのアルバイトがてら、グッズやポスターなどの商用イラストを手がけていた。その活躍がアートミックの柿沼秀樹の目に留まり、当時の新興模型雑誌『モデルグラフィックス』で連載された『ガルフォース』の企画に参加する機会を得る。この作品は園田の描くキャラクターやメカニックが人気となった後、アニメ化が決定する。それと同時に活動拠点を東京へ移して柿沼の薦めに応じてアートミックへ入社し、同社にて『ガルフォース』『バブルガムクライシス』『ウォナビーズ』などOVA作品のキャラクターデザインを手がける。『ライディングビーン』では、原作・監修・キャラクターデザイン・メカニック設定・絵コンテと幅広く手がけた。当時、プロの漫画家が30分以上におよぶ自らの原作アニメ作品の絵コンテを手がけることは珍しく、大友克洋による『AKIRA』や士郎正宗による『ブラックマジック M-66』と並ぶ稀な例である。また、ガイナックスの劇場用アニメ作品『王立宇宙軍 オネアミスの翼』にはゲストデザイナーとして参加しており、画面にほんの少し映る程度のキャラクターたちやメカ、売春宿のエントランス部分のデザインなどを手がけている。
平成以降は漫画執筆を創作活動のメインに据えるために独立し、現在に至る。

### 園田屋
1582年に創業した熊本市中心部にある和菓子店「老舗 園田屋」店主でもある。看板商品の朝鮮飴は、加藤清正が朝鮮出兵で保存食にしたとされる。21世紀に入り19代目を継いだ。自らも115年ぶりに新商品「れもん飴」開発を行い、パッケージイラストも手がけている。なお園田自身が発行する同人誌シリーズ「朝鮮飴」の由来でもある。

## 作品リスト

### 漫画作品

#### 連載
- ライディングビーン
- ガンスミスキャッツ
- 砲神エグザクソン
- ガンスミスキャッツ・バースト
- ブレット・ザ・ウィザード

#### 短編集
- 園田健一作品集「PRIVATES LIVE」 （ムービック） ISBN 978-4-9439-6603-6
- 園田健一コミック・セレクション「PERIOD」 （バンダイ）
- 園田健一初期作品集「FuseBox」 （白夜書房） ISBN 978-4-8936-7197-4
- 園田健一初期短編集「しょきタン」 （徳間書店） ISBN 978-4-1995-0100-5

### キャラクターデザイン

#### アニメ
- ガルフォース
- バブルガムクライシス
- ウォナビーズ
- ライディング・ビーン（原作、監修、絵コンテ、キャラクターデザイン、メカニックデザイン）
- おたくのビデオ
- 王立宇宙軍 オネアミスの翼（プロダクションデザイン、レイアウトデザイン）
- スクランブル・ウォーズ 突走れ!ゲノムトロフィーラリー（キャラクターデザイン）
- SoltyRei（銃、プリスーツデザイン）

#### ゲーム
- ソルビアンカ
- アイドル雀士スーチーパイ
- エヴァと愉快な仲間たち 脱衣補完計画!（イベント原画）
- ちゅ〜かな雀士てんほー牌娘
- ゲーム天国 CruisinMix（番刀炎キャラクターデザイン）

#### その他
- くまもと菓子博2002（ユウキ、ナヴィ）

### 画集
- 園田健一作品集 プライベ－ツライヴ　1987年3月（ムービック）
- 園田健一画集I 美女ON（びじょん）　1990年4月（バンダイ）
- 園田健一画集II GALLANT（ぎゃらんと）　1990年8月（バンダイ）
- 園田健一初期作品集 ヒューズ・ボックス　1990年10月（白夜書房）
- 園田健一作品集「Garden party（園遊会）」　1992年11月（バンダイ）
- 園田健一初期作品集  1998年12月（メディアワークス）
- 園田健一ARTWORKS 1983〜1997　1999年2月（メディアワークス）
- アイドル雀士スーチーパイ 〜メモリアル〜
- アイドル雀士スーチーパイ 設定資料原画集
- アイドル雀士スーチーパイ2 設定資料原画集

### 書籍挿絵
- ガルフォース 赤い悪魔のサンバ - 著者：富田祐弘（角川書店） ISBN 978-4-0416-6601-2
- レア・ガルフォース1 エクソダス - 著者：柿沼秀樹（角川書店） ISBN 978-4-0441-1001-7
- ガルフォース 地球章1 アトランティス計画 - 著者：柿沼秀樹（角川書店） ISBN 978-4-0441-1002-4
- ガルフォース 地球章2 復活の樹 - 著者：柿沼秀樹（角川書店） ISBN 978-4-0441-1003-1
- ガルフォース 地球章3 前哨 - 著者：柿沼秀樹（角川書店） ISBN 978-4-0441-1004-8
- ガルフォース 地球章4 THE LONGEST DAY - 著者：柿沼秀樹（角川書店） ISBN 978-4-0441-1005-5
- クイーンズゲイト 美少女雀士 スーチーパイ - 2012年6月29日発売（ホビージャパン） ISBN 978-4-7986-0416-9

### その他の作品
- 1998年の航空自衛隊戦技競技会の特別塗装として、第204飛行隊のF-15J戦闘機に、園田がデザインしたワルキューレが描かれた。
- 『王立宇宙軍』が企画された当時、作品の企画書内に「メカニックデザイン」として単独クレジットされていた。
- 1987年発売のMSX2用ゲーム『レプリカート』のパッケージイラストは、園田によるものである。